# Shining Knight
Shining Knight (también llamado Caballero Andante o solo Caballero) es uno de los tres personajes de la editorial DC Comics en utilizar este nombre, fue creado por el escritor y artista Creig Flessel en Adventure Comics # 66 (septiembre 1941).
El personaje apareció en la primera temporada del programa del servicio de transmisión DC Universe Stargirl interpretado por Mark Ashworth. El programa también aparece en The CW Network.

## Biografía del personaje

### Precrisis
Durante la era Arturica, el caballero de la tabla redonda (Mesa Redonda) el caballero Sir Justin acababa de ser nombrado por Rey Arturo cuando Sir Fallon, un camarada de Armas, fue gravemente herido por un ogro gigante llamado Blunderbore. Para vengarlo, Sir Justin se encaminó al norte para combatirlo. Durante la travesía se enfrentó a numerosos peligros, y en un accidente, clavo su lanza en un árbol, liberando de paso al Mago Merlín de su eterna prisión. En agradecimiento, el Mago Merlín transformó la armadura de Sir Justin al hacerla brillantemente mágica (al serlo poderosamente invencible). También encantó su espada y otorgó alas a su Caballo Victory. De ese modo le fue fácil vencer al gigantesco ogro, pero este provocó una avalancha de hielo, quedando el caballero atrapado y en animación suspendida. Pasaron los siglos hasta la llegada del siglo XX o XXI, cuando el hielo se derritió, y Sir Justin fue hallado flotando en un Iceberg en pleno mar. A partir de su recuperación, capturó a criminales y posteriormente se unió a los Siete Soldados de la Victoria, además de servir como guardia personal a Primer ministro británico durante algún tiempo. Su primera aparición fue en Adventure Cómics #66 de 1941.
Sir Justin tenía una relación con la tea en segundo lugar, que aparentemente fue asesinado por el Rey Dragón (el cuerpo nunca fue encontrado, pero se supone fallecido). Después de esto, Justin Arthur estaba amnésico durante bastante tiempo hasta que sus recuerdos regresaron en las estrellas y rayas. Se reincorporó con el resto de los siete soldados y se vengó en el Rey Dragón. En este aspecto, Justin empleadas nueva armadura de alta tecnología, que fue activado por voz para expandir y contraer.
Sus apariciones han sido esporádicas desde entonces, pero se le ha visto como un miembro de las Reservas de la JSA. Entre los artistas asociados con esta versión del personaje es Frank Frazetta, quien señaló a ocho pisos
.

### Grayle Gardner, el Shinning Night de los Caballeros Atómicos
Grayle Gardner, que más tarde se convertiría en el Caballero Atómico, tomó un traje experimental de la armadura y se llamó Shining Knight para la misión de ésta. Esta versión de los siete soldados con Batgirl, Deadman, Metamorfo, Blackhawk, Adam Strange y Mento (Doom Patrol) solo sirvió en una misión y la brillante armadura Caballero fue destruida.

## PostCrisis Infinita
Sir Ystin o Sir Justina: En 2005, antes y durante los sucesos de la Crisis Infinita, y en camino a la saga de Crisis Final, un nuevo Caballero Luminoso debutó en siete de Grant Morrison megaserie Seven Soldiers. Esta nueva versión de DC Comics es una creación de Grant Morrison y Simone Bianchi, basada en Flessel Shining Knight.
Este nuevo Caballero Luminoso es también llamado Sir Justin (en la historia, los caballeros de Camelot hablar galés, lo que a veces el equivalente en galés "Ystin" se utiliza) y tiene un caballo alado, pero es mucho más fuera de lugar en la Edad Moderna.
Ystin es claramente una versión de la mitología celta del caballero Luminoso (que se basa más en el establecimiento de cuasi-medieval de Sir Thomas Malory). La historia explica que Camelot es un arquetipo recurrente. Ystin proviene de alrededor de 8.000 a. C., mucho antes del 6 de Camelot siglo de Sir Justin.
Ystin, un estudiante de pelo largo "de Camelot, es el título de caballero y apodado el Caballero Luminoso por Sir Galahad, justo antes de la caída de Camelot. Sin saberlo, Galaz, Ystin es en realidad una chica que está enamorada de él. Ystin y su caballo alado Vanguard enfrentar Gloriana Tenebrae, la Reina Sheeda, que lleva al Castillo Rotatorio, la fortaleza flotante de la Sheeda. Gloriana casualmente informa al joven caballero que le ha robado la espada Excalibur, uno de los siete tesoros imperecederos. Ystin se libera, se roba Excalibur, y escapa del castillo - sólo para caer a la tierra en la moderna Los Angeles, unos 10.000 años más tarde. Allí, ella se enfrenta a la culpa, una Sheeda estado de ánimo 7 Mind Destroyer, que "mata con las palabras".
La culpa le informa que la reina Sheeda destruyó Camelot y creó un reino de pesadilla en su lugar, gobernada por el rey Mordredd muertos vivientes. Sin la bondad de Camelot para inspirar a ellos, los reinos de Ávalon (que ocupaban todo el mundo) se suicidó. Burlas Ystin culpa, diciendo que si Ystin no se había escapado, la guerra podría haber sido ganada. Sin embargo, cuando Ystin salva a un hombre sin hogar de algunos matones, se evapora la culpa. Ystin, recientemente iluminada, busca la policía.
El contacto con la policía a dos mujeres: Agente Helen Helligan, un especialista en metahumano para el FBI, y el doctor Gloria viernes, un experto en la civilización pre-Atlante. Con singular conocimiento del viernes del galés antiguo, ellos aprenden de la difícil situación de Ystin. De repente, como el reloj da la medianoche, viernes revela que ella es realmente la Sheeda-Queen, y con prontitud Ystin incapacita antes del envenenamiento Helligan.
De vuelta en el Castillo Rotatorio, Gloriana Ystin revela que no es el último de los Caballeros: en los días finales de la Edad de Camelot, el Sheeda secuestrados Galaz y se rompió el espíritu, rehacer lo que un degenerado bruta. Para la Sheeda-diversión trenzado Reina, Ystin y Galaz se realizan en duelo entre sí. Ystin intenta razonar con Galaz, pero está fuera de su alcance y sin piedad a los ataques de ella. En ese momento, la Reina recibe una bocanada de sangre menstrual Ystin y revela que Ystin es realmente una niña. Gloriana luego sale de Galaz a la tortura Ystin a unirse al lado Sheeda. Ystin invoca con el tiempo Galaz último, antes de resolver que su mentor y el hombre que ama ha desaparecido. Con un golpe fuerte, mata a Galaz Ystin. Con lágrimas en los ojos, Ystin votos a venir después de Gloriana y venganza.
Hay una trama secundaria sobre el Don Vincenzo Undying, el líder de los bajos fondos de Los Ángeles, que adquiere la vanguardia de la policía. También es dueño de la segunda de las Siete Teasures imperecedero, el caldero del renacimiento y la abundancia. Ne-Bu-Loh y Spyder, los funcionarios de la Sheeda-Queen, mata a Vincenzo con la esperanza de que les llevará a la caldera. Lo hace, señalando que cuando surge "Estos son los tiempos finales, cuando hacemos la paz con lo que somos '. Vincenzo y sus servidores todos mueren, pero escapó a Vanguard Gorias, para conseguir refuerzos para la batalla final.
En Seven Soldiers # 1, se revela que Ystin nombre original es Justina (o más exactamente, Ystina). Tras la derrota de la Sheeda, Justina abandona a su fachada de ser un muchacho y se inscribe en una escuela del siglo 21. Ella se lamenta de ser abandonados en nuestra época y no a su rey y caballeros, compañeros. Sin embargo, es informada por el mago Ali Ka-Zoom de los registros incompletos de una gran reina llamada "Ystina el Bien", que ayudó a restaurar la Sheeda devastado mundo hace siglos. Ya sea que finalmente regresa al pasado y asume ese papel está por verse.
Ystina también se observa en la batalla por la metrópoli en la Crisis Infinita # 7 atacando a El Acertijo.
Ystina hace una breve aparición en la semana 50 de la maxi-serie "52", ayudando a decenas de héroes de la batalla de la rabia, enloquecido Negro Adán. Soldier 'Fellow' Manhattan Guardian ayuda en la batalla.
Parece que Ystina se ha mantenido en el presente, como recientemente ha aparecido en el "arco del New Deal" de los Jóvenes Titanes. Después de perder varios miembros debido a acontecimientos como la Batalla por la capucha y los Titanes Terror, Cassie tareas Sandsmark Kid diablo con el reclutamiento de nuevos héroes para el equipo. Se acerca a Ystina con la intención de pedirle a unirse, solo para ser expulsados después de que ella lo confunde con un demonio.
Nota: Ystina hizo un cameo en un panel de siete soldados: Frankenstein (Comic), escondiéndose detrás de un helicóptero Sheeda.

## Otras versiones
- En el Reino miniserie de 1996 Ven, hay un personaje llamado fondo Shining Knight II, esta versión es más futurista que sus predecesores y viene con un gigante, un dragón de metal llamado Dragonknight.
- Una versión anterior de Justina ha aparecido en Teen Titans # 52 como miembro del Ejército de los Titanes del futuro de mañana Titanes.
- El caballero Luminoso y Victoria hizo una breve aparición en la JLA Otros Mundos ': otro clavo cuando todos los períodos de tiempo se funden juntos.

## Aparición en Televisión
Shining Knight aparece en la serie animada Liga de la Justicia Ilimitada con la voz de Chris Cox. Hace varios cameos a lo largo de toda la serie, A menudo se combina con Vigilante. Sus dos funciones se habla en los episodios de "El Equipo X" y "Acto Patriótico".
En el "Task Force X", que, Vigilante y Atom Smasher parada Task Force X, mientras se preparan para dejar la Watchtower después de que se robó el Annihilator. Junto con el vigilante y Atom Smasher, Shining Knight pone una gran pelea, pero es finalmente derrotado. Está casi muerto por el aniquilador, pero Atom Smasher lo salva en el tiempo. Shining Knight luego va tras Rick Bandera, pero es una patada en una habitación diferente por él y lo encierra en Plastique, captura de él. (Durante la pelea, sino que también demuestra una fuerza sobrehumana, un rasgo compartido por Sir Ystin, como él fácilmente golpes abolladuras en la puerta de acero.)
En la "Patriot Act", él y otros héroes - Vigilante, Green Arrow, Stargirl y STRIPE - Son enviados a participar en un desfile dedicado a Superman en Metropolis. Todo va bien hasta que Wade Eiling muestra, se proponen en la lucha contra Superman, pero para su consternación que ha impulsado no sólo para hacer frente a los héroes. El brutal toma por cada héroe de uno en uno, con Shining Knight es el único que queda. Shining Knight sus grandes peleas, pero es derrotado por Eiling. Como él está tumbado en el suelo, heridos, Eiling se prepara para matarlo. Los ciudadanos de repente acudir en ayuda de Shining Knight, y una mujer de edad le pregunta por qué Eiling está haciendo esto. Los Estados Eiling que los seres superpotencia son el enemigo. Un niño ayuda a los Estados Shining Knight Eiling que es el único con superpoderes. Eiling pone el coche abajo y admite que se ha convertido en lo que odia, pero un día se darán cuenta de que tenía razón. A continuación, salta de algunos edificios y desaparece. Más tarde, como Shining Knight se pone en un camión de ambulancia, que agradece a la mujer por su advocación.